# 6723 Chrisclark
6723 Chrisclark è un asteroide della fascia principale. Scoperto nel 1991, presenta un'orbita caratterizzata da un semiasse maggiore pari a 3,1959474 UA e da un'eccentricità di 0,1440375, inclinata di 17,74801° rispetto all'eclittica.